# Na sv. Valentýna
Na sv. Valentýna (v anglickém originálu Valentine's Day) je americká filmová romantická komedie z roku 2010 režiséra Garryho Marshalla. Celý film se odehrává na svatého Valentýna s výjimkou několika scén v Los Angeles. Sleduje osudy několika lidí, jež se během jednoho jediného dne různě proplétají.

## Děj
Majitel květinářství v Los Angeles Reed Bennett požádá svou přítelkyni Morley o ruku a ta souhlasí, k překvapení Reedových přátel Alphonsa a Julie. Morley později změní názor a Reeda opustí. Alphonso potom Reedovi řekne, že on a Julia vždy věděli, že to mezi ním a Morley nebude fungovat.
Reed si přeje, aby mu to řekli dřív. V letadle do Los Angeles se kapitánka Armády USA spřátelí s čerstvě single Holdenem Bristowem, povídají si, hrají vrhcáby, vyprávějí si vtipy. Když letadlo přistane a Kate musí hodiny čekat na taxi, Holden jí nabídne limuzínu, což Kate přijme, protože má pouze jeden den, který může strávit s rodinou, než se bude muset vrátit k armádě.
Učitelka na základní škole Julia se zamilovala do Dr. Harrisona Copelanda, ale neví, že je ženatý. To zjistí Reed, když si Harrison u něj objedná květiny zároveň pro manželku i přítelkyni. Harrison řekne Julii, že musí na obchodní cestu do San Francisca. Julia ho chce překvapit, a tak se rozhodne tam letět také. Reed přispěchá na letiště a řekne Julii, že je Harrison ženatý. Ta tomu odmítá uvěřit a nastoupí do letadla. Pak navštíví nemocnici, kde má Harrison být a vyptává se na něj. Zdravotní sestry jí povědí, že je Harrison opravdu ženatý a prozradí jí jméno restaurace, kam se chystá se svou ženou. Protože Julia učí syna majitele restaurace, ten jí dovolí se obléci jako číšnice. Julia tam udělá scénu a vrátí Harrisonovi dárek, jenž od něj ráno dostala. Jeho manželka Pamela pak začne být podezíravá a Harrison je později viděn, jak sám jí pizzu, což naznačuje, že ho Pamela opustila.
Edison, jeden z Juliiných žáků, si u Reeda objedná květiny a chce je doručit své učitelce. Dodávka květin se během dne zpozdí, ale Edison na Reeda naléhá, aby jí květiny dovezl ještě týž den. Když se konečně večer dostane Edison k Julii, ta mu doporučí, aby květiny dal dívce od něj ze třídy, která je do něj zamilovaná. Edison to udělá.
Edisonova chůva Grace plánuje, že ztratí panenství se svým přítelem Alexem. Jejich plán je ale zhacen, když Gracina matka najde nahého Alexe u Grace v pokoji, jak si trénuje na kytaře píseň, kterou pro Grace napsal. Mezitím Edisonovi prarodiče Edgar a Estelle čelí problémům po mnoha letech manželství. Grace jim poví, jak se chtěla milovat s Alexem a při tom prohlásí, že ale neplánuje souložit po celý život pouze s jedním člověkem. Na to Edgar řekne, že oni dva nikdy s nikým jiným nesouložili. To rozruší Estelle, a tak se rozhodne Edgarovi přiznat, že měla kdysi poměr s jedním z jeho obchodních partnerů. To proběhlo, když byl Edgar pryč a netrvalo to dlouho. Ačkoli toho Estelle velmi lituje, Edgar je rozčílený.
Gracini přátelé ze školy Willy a Felicia si užívají počátků své lásky a rozhodli se počkat se sexem. Willy dá Felicii na Valentýna velkého bílého plyšového medvěda, kterého pak Felicia nosí celý den všude s sebou. Willy zase od Felicii dostane šedé běžecké tričko (které již bylo jeho) s nažehlenou číslicí 13 pro štěstí. Společně pak dávají rozhovor do televize, kde prezentují svou lásku a podporu.
Sean Jackson, utajený gay a profesionální hráč fotbalu, spolu se svou mluvčí Karou a agentkou Paulou přemýšlí o ukončení své kariéry. Kara, dobrá přítelkyně Julie, pořádá svůj pravidelný večírek na téma "Nenávidím den svatého Valentýna", ale začne se zajímat o sportovního reportéra Kelvina Moorea. Ten je vyslán svou šéfkou Susan, aby po městě s kamerou sledoval události dne svatého Valentýna kvůli nedostatku sportovních zpráv. Paula najala novou sekretářku Liz, která začala randit s úředníkem z podatelny Jasonem. Ten je nejdříve šokovaný, když zjistí, že si Liz přivydělává jako operátorka sexu po telefonu. Liz mu vysvětlí, že to dělá jen proto, že musí splácet studentskou půjčku, nemá zdravotní pojištění a je na tom celkově špatně. Jason se k ní ale vrátí poté, když uvidí, jak se usmíří Edgar a Estelle.
Sean se v televizi přizná ke své homosexuální orientaci a Holden, jeho přítel, se k němu vrátí. Kate jede domů, aby se přivítala se svým synem Edisonem. Willy dovede Feliciu domů a políbí se na dobrou noc. Kelvin a Kara se také nakonec políbí. Alphonso večeří se svou milovanou manželkou. Grace a Alex souhlasí s tím, že se sexem počkají, Edgar a Estelle si ve venkovním kině zopakují své manželské sliby a za potlesku všech přítomných se políbí. Jason se vrátí k Liz a rozhodnou se, že se o dluhy postarají společně. Morley se snaží na procházce se svou kolií dovolat Reedovi. Film končí scénou, kde Julia a Reed na lávce přes potok začínají svůj milostný vztah.

## Postavy a obsazení
| Julia Roberts      | kpt. Kate Hazeltineová |
| Bradley Cooper     | Holden Bristow         |
| Jennifer Garnerová | Julia Fitzpatricková   |
| Ashton Kutcher     | Reed Bennett           |
| Jessica Alba       | Morley Clarksonová     |
| George Lopez       | Alphonso Rodriguez     |
| Bryce Robinson     | Edison Hazeltine       |
| Patrick Dempsey    | Dr. Harrison Copeland  |
| Hector Elizondo    | Edgar Paddington       |
| Shirley MacLaine   | Estelle Paddingtonová  |
| Emma Roberts       | Grace Smartová         |
| Carter Jenkins     | Alex Franklin          |
| Taylor Lautner     | Willy Harrington       |
| Taylor Swift       | Felicia Millerová      |
| Eric Dane          | Sean Jackson           |
| Jessica Biel       | Kara Monahanová        |
| Jamie Foxx         | Kelvin Moore           |
| Queen Latifah      | Paula Thomasová        |
| Anne Hathawayová   | Liz Corynnová          |
| Topher Grace       | Jason Morris           |
| Katherine LaNasa   | Pamela Copelandová     |
| Kathy Bates        | Susan Moralezová       |

## Přijetí
| „                                                  | Na Sv. Valentýna se řadí k filmům [Garryho Marshalla], které jsou snesitelné, ale rozhodně nejsou dobré. Je bez debaty, že se hodně dlouho v žádném filmu nesešlo tolik hvězd pohromadě. Bohužel, je také bez debaty, že hodně dlouho nebylo tolik hvězd pohromadě tak trestuhodně nevyužito. Může za to v první řadě scénář, který je neskutečně dutý a i když máme sledovat osudy asi půl tuctu mileneckých párů, naprostá většina z nich za celý film vlastně nic neprožije! | “ |
| — František Fuka, FFFilm.name 12. února 2010: 40 % | |   |

| „                                               | Že je scénář tvořen převážně papírem šustícími dialogy zas tak nepřekvapí. Stejně tak nepřekvapí, že funguje mnohem lépe komediální rovina snímku, nežli ta romantická, která se utápí v kýči. Co je ale nejhorší – postavy jsou často vyloženě natvrdlé. Aby bylo jejich jednání co nejsrozumitelnější, jsou herci nuceni k téměř teatrálním výstupům. | “ |
| — Tomáš Chvála, Kinobox.cz 12. února 2010: 40 % | |   |

| „                                                | Film Na sv. Valentýna po sobě zanechá pouze povšechný pocit bez potřeby navracet se k němu znovu a znovu. (…) Jistou povrchní pomíjivost vykoupí zástup hvězdných herců, byť málokterý z nich se může na svém úzce vykolíkovaném prostoru pořádně předvést. Hollywoodská kuchařka myslí na to, aby podchytila všechny generace, takže pro dorostenky jsou tu idolové Ashton Kutcher či Taylor Lautner, pro střední věk Julia Robertsová bavící ve vojenských maskáčích, než tajemství její role odhalí sentiment, a pro pamětníky Shirley MacLaine, jíž závěr věnuje dvojroli s příchutí retra. | “ |
| — Mirka Spáčilová, iDnes.cz 16. února 2010: 60 % | |   |

| „                                        | Na sv. Valentýna by mohl být částečně i portrétem Los Angeles, případně reflexí Hollywoodu jako místa, kde se plní sny. Takto byla třeba před lety vystavěna Pretty Woman (1990), nejslavnější film režiséra Garyho Marshalla, který se neustále snaží dostát své pověsti mistra romantických komedií. To se mu ovšem daří čím dál tím méně (…) Sv. Valentýnem se měl vrátit zpět na výsluní, ale i když má snímek solidní divácký úspěch, těžko jde o potvrzení něčeho jiného než ztráty schopnosti vyprávět nosný příběh a triumf klipovitého vidění světa. | “ |
| — Kamil Fila, Aktuálně.cz 24. února 2010 | |   |

## Pokračování
Tematicky volné pokračování tohoto filmu představuje následující snímek Garryho Marshalla Šťastný Nový rok z roku 2011, odehrávající se na Silvestra roku 2011 a Nový rok roku 2012 v New Yorku.

## Ocenění a nominace
| Rok  | Ocenění                                | Kategorie                                 | Nominovaní                    | Výsledek  |
| ---- | -------------------------------------- | ----------------------------------------- | ----------------------------- | --------- |
| 2010 | MTV Movie Awards                       | nejlepší polibek                          | Taylor Swift a Taylor Lautner | nominace  |
| 2010 | Teen Choice Awards                     | nejlepší film: romantická komedie         |                               | vítězství |
| 2010 | Teen Choice Awards                     | nejlepší herec: romantická komedie        | Ashton Kutcher                | vítězství |
| 2010 | Teen Choice Awards                     | nejlepší herečka: romantická komedie      | Queen Latifah                 | nominace  |
| 2010 | Teen Choice Awards                     | nejlepší filmová chemie                   | Taylor Swift a Taylor Lautner | nominace  |
| 2010 | Teen Choice Awards                     | nejlepší filmový polibek                  | Taylor Swift a Taylor Lautner | nominace  |
| 2010 | Teen Choice Awards                     | nejlepší filmový výbuch vzteku            | Jessica Biel                  | nominace  |
| 2010 | Teen Choice Awards                     | nejlepší filmový zloděj scén: muž         | George Lopez                  | nominace  |
| 2010 | Teen Choice Awards                     | nejlepší filmový zloděj scén: žena        | Anne Hathawayová              | nominace  |
| 2010 | Teen Choice Awards                     | objev roku: žena                          | Taylor Swift                  | vítězství |
| 2011 | Alliance of Women Film Journalists     | síň slávy                                 | Garry Marshall                | nominace  |
| 2011 | ASCAP Film and Television Music Awards | nejvýdělečnější film                      | John Debney                   | vítězství |
| 2011 | Casting Society of America             | nejlepší casting: velký rozpočet: komedie | Deborah Aquila a Tricia Wood  | nominace  |
| 2011 | Zlaté maliny                           | nejhorší herec v hlavní roli              | Ashton Kutcher                | vítězství |
| 2011 | Zlaté maliny                           | nejhorší herec v hlavní roli              | Taylor Lautner                | nominace  |
| 2011 | Zlaté maliny                           | nejhorší herec ve vedlejší roli           | George Lopez                  | nominace  |
| 2011 | Zlaté maliny                           | nejhorší herečka ve vedlejší roli         | Jessica Alba                  | vítězství |